# Jacob Barsøe
Jacob Barsøe, född den 21 september 1988 i Vejle i Danmark, är en dansk roddare.
Han tog OS-brons i lättvikts-fyra utan styrman i samband med de olympiska roddtävlingarna 2012 i London.
Vid de olympiska roddtävlingarna 2016 i Rio de Janeiro tog han silver i lättvikts-fyra utan styrman.